# Sender Kettrichhof
Der Sender Kettrichhof ist eine Sendeeinrichtung des Südwestrundfunks für UKW, DAB und DVB-T in der Nähe des zu Lemberg gehörenden Kettrichhofs. Der im Landkreis Südwestpfalz südlich von Pirmasens gelegene Sender verwendet als Antennenträger einen 1985 errichteten, zunächst 210 Meter hohen, abgespannten Stahlfachwerkmast. Seit dem 19. November 2007 sind neue Antennen montiert, daher „wuchs“ der Sendemast um 26 Meter auf insgesamt 236 Meter an und ist damit das höchste Bauwerk in der Pfalz. Die Sendeanlage startete am 4. Dezember 2007 den Sendebetrieb auf DVB-T.

## Reichweite
Der Sender ist bis in die Eifel, die Region Karlsruhe und Pforzheim, Neckar-Odenwald sowie hochgelegene Orte der Schwäbischen Alb zu empfangen.

## Frequenzen und Programme

### Analoger Hörfunk (UKW)
| Frequenz (MHz) | Programm             | RDS PS            | RDS PI                | Regionalisierung                              | ERP (kW) | Antennendiagramm rund (ND)/gerichtet (D) | Polarisation horizontal (H)/vertikal (V) |
| -------------- | -------------------- | ----------------- | --------------------- | --------------------------------------------- | -------- | ---------------------------------------- | ---------------------------------------- |
| 100,8          | SWR1 Rheinland-Pfalz | SWR1_RP_          | D3A1                  | –                                             | 5        | D (220°-180°)                            | H                                        |
| 107,2          | SWR3                 | __SWR3__          | D3A3                  | Rheinland-Pfalz/Köln                          | 5        | D (250°-130°)                            | H                                        |
| 104,2          | SWR4 Rheinland-Pfalz | SWR4_KL_          | D7A4                  | Radio Kaiserslautern                          | 5        | D (250°-50°)                             | H                                        |
| 104,7          | RPR1.                | RPR1._KL, _RPR1__ | D8A8 (regional), D3A8 | Rhein-Neckar-Pfalz (zeitweise Kaiserslautern) | 5        | D (230°-60°)                             | H                                        |

### Digitales Radio (DAB+)
Seit dem 9. September 2015 wird das Digitalradio (DAB+) mittels einer gestockten Dipolantenne auf 208 m in vertikaler Polarisation und im Gleichwellenbetrieb mit anderen Sendern ausgestrahlt. Am 26. September 2019 erfolgte die Aufschaltung des Bundesmuxx auf Kanal 5C mit 5 kW ERP Sendeleistung über eine gestockte Dipolantenne auf 155 m in vertikaler Polarisation.
| Block                             | Programme | ERP (kW) | Antennen-diagrammrund (ND)/gerichtet (D) | Polarisation horizontal (H)/vertikal (V) | Gleichwellennetz (SFN) |
| --------------------------------- | --- | -------- | ---------------------------------------- | ---------------------------------------- | --- |
| 5C DRDeutschland (D__00188)       | DAB+ Block der Media Broadcast:- Absolut relax (72 kbps) - Dlf (104 kbps) - Dlf Kultur (112 kbps) - Dlf Nova (104 kbps) - DRadio DokDeb (48 kbps) - Energy Digital (72 kbps) - ERF Plus (64 kbps) - Klassik Radio (72 kbps) - Radio Bob (72 kbps) - Radio Horeb (48 kbps) - Radio Schlagerparadies (64 kbps) - Schwarzwaldradio (64 kbps) - sunshine live (72 kbps) - DRadio Daten (32 kbps Daten) - EPG Deutschland (16 kbps Daten) - TPEG (16 kbps Daten) - TPEG_MM (16 kbps Daten) | 5        | D (340°-160°)                            | V                                        | - Baden-Württemberg: Aalen, Baden-Baden (Fremersberg), Bad Mergentheim, Blauen, Brandenkopf, Donaueschingen, Feldberg im Schwarzwald, Freiburg (Vogtsburg-Totenkopf), Geislingen (Oberböhringen), Großerlach (Hohe Brach), Heidelberg (Königstuhl), Heilbronn (Schweinsberg), Hochrhein (Rickenbach), Hornisgrinde, Pforzheim (Schömberg-Langenbrand), Raichberg, Ravensburg (Höchsten), Reutlingen, Stuttgart (Frauenkopf), Ulm (Kuhberg) - Bayern: Amberg (Hirschau), Aschaffenburg (Pfaffenberg), Augsburg (Hotelturm), Bad Tölz (Gaißach), Balderschwang, Bamberg (Geisberg), Büttelberg, Brotjacklriegel, Dillberg, Grünten, Herzogstand, Hochberg (Traunstein), Hoher Bogen, Inntal (Ebbs), Ingolstadt (Gelbelsee), Kreuzberg/Rhön, Landshut (Altdorf), München (Olympiaturm), Nennslingen (Büchelberg), Nürnberg, Oberammergau, Ochsenkopf, Passau, Pfänder, Pfaffenhofen, Pfarrkirchen, Pfronten, Regensburg (Hohe Linie), Unterringingen, Untersberg, Wendelstein (Bayrischzell), Würzburg (Frankenwarte) - Berlin: Berlin (Alexanderplatz), Berlin (Scholzplatz) - Brandenburg: Bad Belzig, Booßen, Brandenburg/Havel, Calau, Casekow, Cottbus, Eberswalde (geplant), Eisenhüttenstadt, Neuruppin (geplant), Petkus, Pritzwalk, Templin - Bremen: Bremen (Walle), Bremerhaven-Schiffdorf - Hamburg: Hamburg (Moorfleet), Hamburg (Heinrich-Hertz-Turm) - Hessen: Bad Hersfeld (Rimberg), Biedenkopf (Sackpfeife), Fulda (Hummelskopf), Frankfurt (Europaturm), Gelnhausen (Schnepfenkopf), Gießen (Dünsberg), Großer Feldberg, Hardberg, Hohe Wurzel, Hoher Meißner, Kassel (Habichtswald), Mainz-Kastel - Mecklenburg-Vorpommern: Garz (Rügen), Güstrow, Malchin, Neubrandenburg-Süd, Neustrelitz (geplant), Rostock (Toitenwinkel), Röbel, Schwerin (Zippendorf-Gr.Dreesch), Torgelow, Wismar/Rüggow, Züssow - Niedersachsen: Aurich-Popens, Braunschweig (Broitzem), Braunschweig (Drachenberg), Cuxhaven-Stadt, Dannenberg, Göttingen (Bovenden-Osterberg), Hannover (Telemax), Lingen, Lüneburg-Neu Wendhausen, Molbergen-Peheim, Osnabrück (Bramsche-Schleptruper Egge), Hildesheim (Sibbesse), Steinkimmen, Uelzen, Visselhövede, Wilhelmshaven - Nordrhein-Westfalen: Aachen (Karlshöhe), Bergneustadt-Wiedenest (R), Bielefeld (Hünenburg), Bonn (Venusberg), Dortmund (Florianturm), Düsseldorf (Rheinturm), Eggegebirge, Herscheid, Hochsauerland (Hunau), Hürtgenwald-Großhau, Köln (Colonius), Langenberg, Lügde-Rischenau (Köterberg), Meschede (geplant), Minden (Jakobsberg), Münster (Fernmeldeturm), Schöppingen, Siegen-Süd, Wesel - Rheinland-Pfalz: Bad Kreuznach (Schanzenkopf), Bad Marienberg (Westerwald), Bornberg, Daun (Eifel), Edenkoben (Kalmit), Heckenbach-Schöneberg (Ahrweiler), Haardtkopf (geplant), Idar-Oberstein, Kaiserslautern, Kettrichhof, Koblenz (Kühkopf), Schnee-Eifel (geplant), Trier (Petrisberg) - Saarland: Merzig-Merchingen, Saarbrücken (Schoksberg) - Sachsen: Chemnitz, Dresden, Geyer, Leipzig, Löbau, Neustadt, Niederschöna (geplant), Oschatz, Schöneck, Zwickau Ost - Sachsen-Anhalt: Brocken, Burg, Dequede, Petersberg, Pettstädt (Weißenfels), Schneidlingen, Wittenberg - Schleswig-Holstein: Bungsberg, Bredstedt (geplant), Flensburg, Garding (geplant), Heide, Helgoland, Hennstedt, Itzehoe (geplant), Kiel (Kronshagen), Lübeck (Stockelsdorf), Schleswig, Niebüll (Süderlügum), Westerland (Sylt) - Thüringen: Bleßberg (Sonneberg), Erfurt-Hochheim, Gera, Inselsberg, Jena (Oßmaritz), Kulpenberg, Lobenstein (Sieglitzberg), Saalfeld (Remda), Weimar (Ettersberg) |
| 11A Rheinland- Pfalz 1 (D__00217) | DAB+-Multiplex der Digital Radio Südwest: - SWR1 RP (96 kbps) - SWR Kultur (96 kbps) - SWR3 (Rheinland-Pfalz) (96 kbps) - SWR4 KL (88 kbps) - SWR4 KO (88 kbps) - SWR4 LU (88 kbps) - SWR4 MZ (88 kbps) - SWR4 TR (88 kbps) - DASDING (96 kbps) - SWR Aktuell (72 kbps) - bigFM (72 kbps) - RPR1. (überregional) (72 kbps) - Rockland Radio (überregional) (72 kbps) - EPG (24 kbps) - TPEG (16 kbps)                                                                                 | 5        | D (280°-70°)                             | V                                        | - Region Kaiserslautern: Bornberg, Kaiserslautern (Rotenberg), Kettrichhof, Zweibrücken - Region Koblenz: Ahrweiler (Schöneberg), Alf-Bullay, Altenahr (Oberes Ahrtal), Bad Marienberg, Betzdorf (Weißenstein), Diez, Koblenz (Dieblich-Waldesch), Linz am Rhein - Region Ludwigshafen: Weinbiet - Region Mainz: Bad Kreuznach (Bad Münster am Stein), Donnersberg, Mainz-Kastel, Oberdiebach (Lorch) - Region Trier: Bitburg, Bleialf, Daleiden, Haardtkopf, Idar-Oberstein, Kirn, Palzem, Schartenberg (Eifel), Niedersgegen, Saarburg, Traben-Trarbach, Trier (Markusberg) |

### Digitales Fernsehen (DVB-T)
Am Standort Kettrichhof startete am 4. Dezember 2007 der Sendebetrieb mit DVB-T. Bereits am 19. November 2007 war zu diesem Zweck eine DVB-T-taugliche Antenne installiert worden. Bis zur Abschaltung am 28. November 2018 liefen die DVB-T-Ausstrahlungen im Gleichwellenbetrieb (Single Frequency Network) mit anderen Standorten.
ehemaliges Angebot:
| Kanal | Frequenz (MHz) | Multiplex                          | Programme im Multiplex | ERP (kW) | Antennendiagramm rund (ND)/ gerichtet (D) | Polarisation horizontal (H)/ vertikal (V) | Modulations- verfahren | FEC | Guard- intervall | Bitrate (MBit/s) | SFN |
| ----- | -------------- | ---------------------------------- | --- | -------- | ----------------------------------------- | ----------------------------------------- | ---------------------- | --- | ---------------- | ---------------- | --- |
| E57   | 762            | ARD Digital (SWR)                  | - Das Erste (SWR) - ARTE - Phoenix - One                                                                                  | 50       | D                                         | H                                         | 16-QAM (8-k-Modus)     | 2/3 | 1/4              | 13,27            | Kettrichhof (Pirmasens), Donnersberg (Pfälzer Wald), Kaiserslautern-Dansenberg |
| E44   | 658            | ARD regional (SWR Rheinland-Pfalz) | - SWR Fernsehen Rheinland-Pfalz - Bayerisches Fernsehen (Schwaben/Altbayern) - hr-fernsehen - WDR Fernsehen (Studio Köln) | 50       | D                                         | H                                         | 16-QAM (8-k-Modus)     | 2/3 | 1/4              | 13,27            | Kettrichhof, Donnersberg (Pfälzer Wald), Kaiserslautern-Dansenberg, Weinbiet |
| E30   | 546            | ZDFmobil                           | - ZDF - 3sat - ZDFinfo - KiKA (06–21:00 Uhr)/ZDFneo (21–06:00 Uhr)                                                        | 50       | D                                         | H                                         | 16-QAM (8-k-Modus)     | 2/3 | 1/4              | 13,27            | Kettrichhof, Schoksberg (Saarbrücken), Göttelborner Höhe, Haardtkopf (Hunsrück), Kaiserslautern-Dansenberg, Scharteberg (Eifel Daun), Petrisberg (Trier), Saarburg (Ockfen-Geisberg), Hunau-Schmallenberg (Hochsauerland), Nordhelle (Ebbegebirge), Siegen-Giersberg |